# Spoorlijn Dornap-Hahnenfurth - aansluiting Wuppertal-Dornap
De spoorlijn Dornap-Hahnenfurth - aansluiting Wuppertal-Dornap is een Duitse spoorlijn in Noordrijn-Westfalen en is als spoorlijn 2727 onder beheer van DB Netze.

## Geschiedenis
Het traject is in aanleg en de geplande opening is voorzien voor december 2017.  

## Treindiensten
Op het traject rijdt de S-Bahn Rhein-Ruhr de volgende routes:
| Serie | Treinsoort         | Route | Bijzonderheden |
| ----- | ------------------ | --- | -------------- |
| S 28  | S-Bahn (Regiobahn) | Kaarster See – Kaarst Mitte/Holzbüttgen – Kaarst IKEA – Neuss Hbf – Düsseldorf Hbf – Neanderthal – Mettmann Stadtwald |                |

## Aansluitingen
In de volgende plaatsen komt er een aansluiting op de volgende spoorlijnen:
Dornap-Hahnenfurth
DB 2423, spoorlijn tussen Düsseldorf-Derendorf en Dortmund Süd
aansluiting Wuppertal-Dornap
DB 2723, spoorlijn tussen Wuppertal-Vohwinkel en Essen-Kupferdreh

## Elektrificatie
Het traject wordt in 2019 geëlektrificeerd met een wisselspanning van 15.000 volt 16⅔ Hz.